# Heifer International

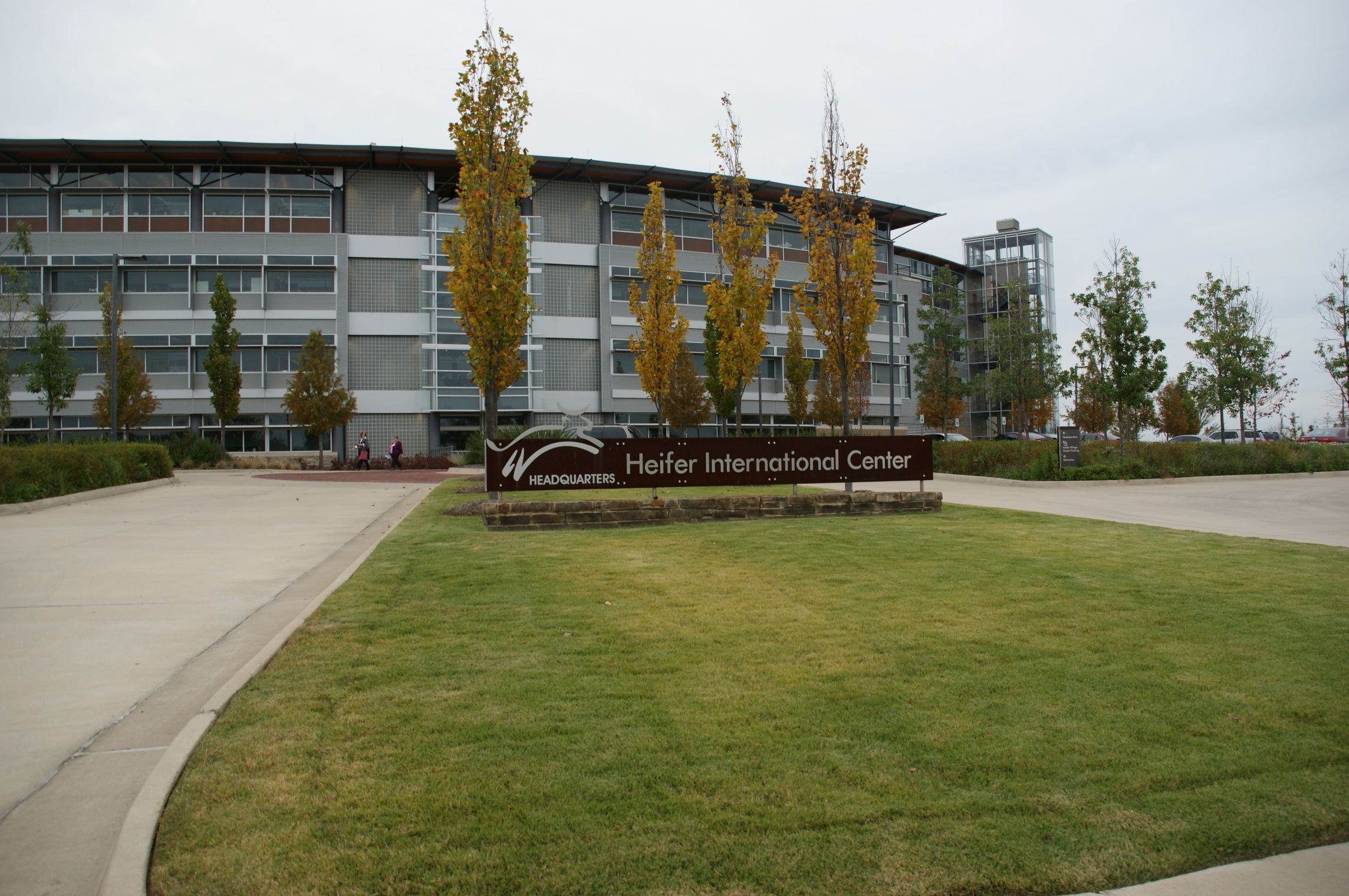
Główna siedziba organizacji Heifer International, Little Rock, Arkansas

Heifer International – międzynarodowa organizacja non-profit, z siedzibą w Little Rock w Stanach Zjednoczonych walcząca z ubóstwem i głodem dbając o zrównoważony rozwój na świecie.
Założona w 1944 roku, działa na polu edukacji oraz finansuje zwierzęta hodowlane i rośliny uprawne osobom potrzebującym. Jej lokalne biura pomogły ponad 13,6 mln rodzin (71 mln ludzi) w ponad 125 krajach.
Polskie przedstawicielstwo Heifer International (Heifer Poland) działa od 1992 roku w Warszawie. W ciągu 20 lat działalności przedstawicielstwo to doprowadziło do rozdysponowania 47 tys. zwierząt hodowlanych o wartości ponad 5 mln dol. Obecnie prowadzi 32 projekty pomocowe, w tym jeden w Gruzji, jeden w Armenii i jeden edukacyjny projekt na Słowacji.

## Historia
Założyciel Heifer International, farmer z Ohio, Dan West (1893–1971), wymyślił nowatorską formułę działalności charytatywnej pracując w Hiszpanii, dokąd trafił jako wolontariusz w czasie wojny domowej 1936–1939. West zajmował się rozdawnictwem żywności wśród ludności cywilnej. Codziennie stawał przed zadaniem zaopatrzenia nadmiernej liczby potrzebujących. Obserwacja skutków głodu na masową skalę sprawiła, że West wymyślił proste rozwiązanie systemowe: „zamiast rozdawać mleko, dajmy człowiekowi krowę”. W ten sposób, jak zauważał, obdarowując potrzebującego samodzielnością, równocześnie „eliminuje się poczucie poniżenia, jakie towarzyszy przyjęciu jednorazowej jałmużny”.
Po powrocie do Stanów Zjednoczonych rozpoczął realizację pomysłu. Założona przezeń organizacja Heifers for Relief (Jałówki na Pomoc) dostarczała potrzebującym zwierzęta oraz szkolenia tak, by „każdy obdarowany mógł z pracy własnych rąk wyżywić własne dzieci”. Do działalności charytatywnej włączył także aspekt społeczny (wspólnotowy), proponując by każdy człowiek, obdarowany zwierzęciem hodowlanym, nasionami roślin itd., zobowiązał się do przekazania kolejnemu potrzebującemu samodzielnie wyhodowanego zwierzęcia, nasion roślin itp. W ten sposób obdarowana rodzina, poprzez edukację i pracę, uczestniczy w poprawie bytu lokalnej społeczności, a pierwotna działalność fundacji zostaje pomnożona.
Tak narodził się pomysł „Przekazania Daru” (Passing on the Gift), który wyróżnia Heifer International spośród innych organizacji non-profit. Pierwsza partia zwierząt (17 jałówek) opuściła USA w 1944 roku i podążyła statkiem do Portoryko.

### Pomoc Polsce po II wojnie światowej
W 2013 roku amerykańska pisarka Peggy Reiff Miller przywiozła do Gdańska ponad 800 nieznanych do tej pory fotografii miasta i okolic wykonanych zaraz po wojnie. Zaprosiła ją tu Magdalena Staręga, historyk sztuki, która zajmuje się historią mennonitów w Gdańsku. Zdjęcia powstały podczas wypraw „morskich kowbojów”, którzy od 1945 roku dostarczali polskim rodzinom zwierzęta hodowlane. Po II wojnie światowej konie i krowy dostarczane przez Projekt Heifer, trafiały do Polski dzięki pomocy programu UNRRA. „Morscy kowboje” – tak sami siebie nazywali farmerzy, którzy brali udział w rejsach – opiekowali się zwierzętami w czasie długich podróży. Wielu było kwakrami albo mennonitami, dla których wyprawa do kraju zniszczonego przez wojnę była niezapomnianym, wstrząsającym przeżyciem. Podczas pobytu w Gdańsku Peggy Reiff Miller udało się spotkać z jedną z osób, która zaraz po wojnie otrzymała pomoc dostarczoną przez morskich kowbojów.

Odwiedziłyśmy wspólnie 90-letniego mieszkańca Krzywego Koła na Żuławach.
Był tym spotkaniem ogromnie wzruszony. Po wojnie miał na utrzymaniu żonę i ósemkę dzieci, krowa, którą dostał w ramach amerykańskiej pomocy w 1945 roku, pozwoliła im przeżyć. Zwierzę było tak cenne, że mieszkało pod jednym dachem wraz z całą rodziną.

## Heifer International dziś

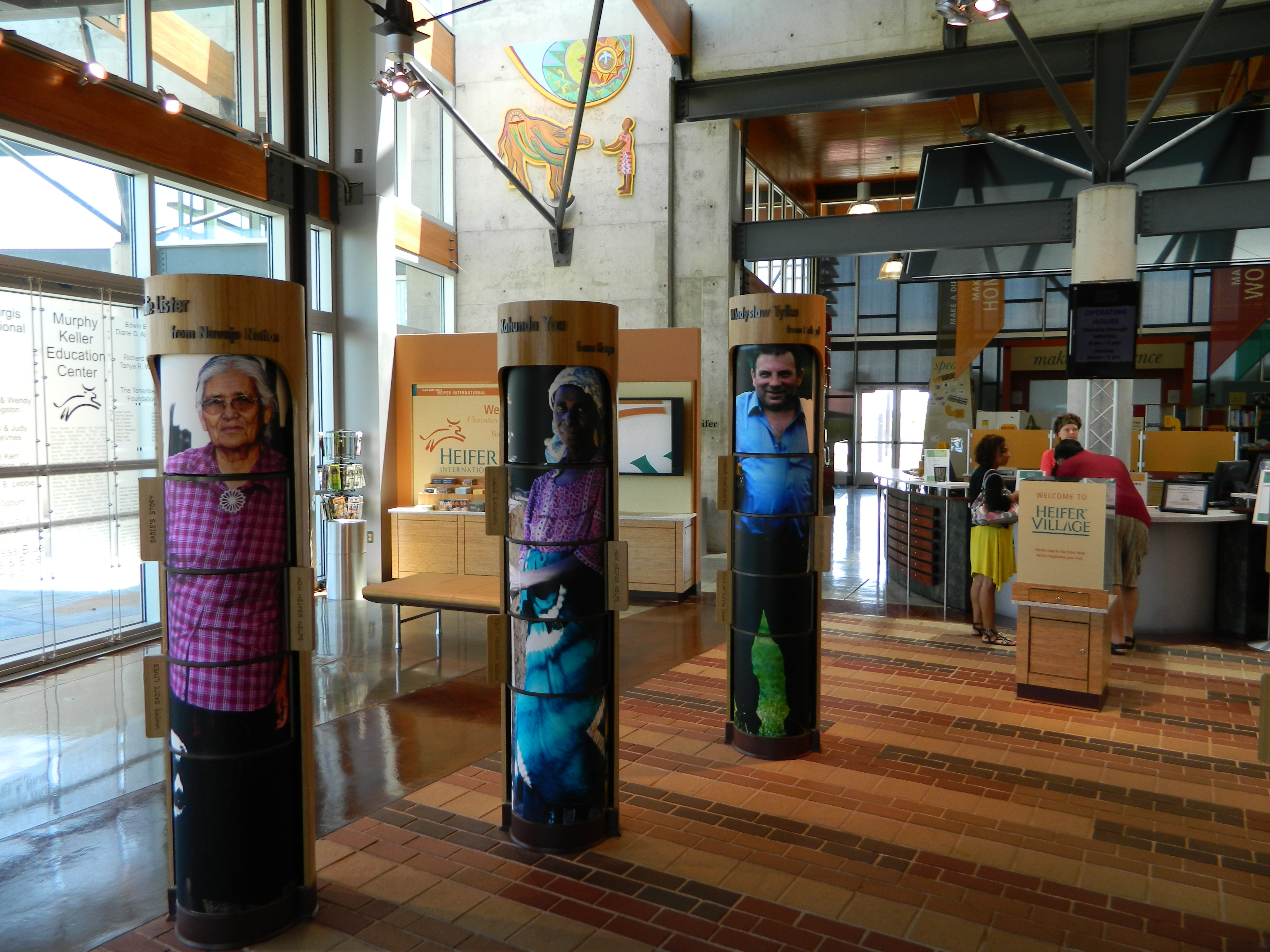
Główny hol Heifer Village (Little Rock, Arkansas)

Heifer International została umieszczona w 2003 roku przez magazyn „Forbes” wśród 10 najważniejszych organizacji non-profit na świecie.
Obecnie w Katalogu Darów (Gift Catalog) fundacji znajdują się m.in. bydło, owce, króliki i świnie, kaczki i gęsi, a także pszczoły, dżdżownice i żaby. W zależności od lokalnych uwarunkowań, Katalog Darów jest uzupełniany np. o bawoły czy lamy. To element misji ekologicznej fundacji: oprócz funkcji pomocowej, proponowany w Katalogu inwentarz korzystnie wpływa na rozwój lokalnego środowiska.
Celem każdego projektu fundacji jest doprowadzenie do stanu, w którym objęta programem społeczność staje się samowystarczalna. Po spełnieniu kluczowego warunku umowy z Heifer International, czyli „przekazaniu daru” (osobiście wyhodowanego potomstwa pozyskanego od fundacji zwierzęcia), obdarowane wspólnoty zaczynają działać na prawach rynku.
Oprócz typowej zbiórki funduszy na statutową działalność – czyli pozyskiwania pieniędzy od osób indywidualnych, rządów państw, innych organizacji pozarządowych i korporacji – Heifer International stosuje także innowacyjne pomysły. Przykładem jest propozycja dla nowożeńców, którzy zamiast tworzyć listy podarków dla samych siebie, skierować mogą uwagę przyjaciół i bliskich w stronę dobroczynności. Wymyślony do tego celu Rejestr Ślubny (Wedding Registry) pozwala gościom na internetowe sfinansowanie zakupu kozy, kaczki czy krowy dla potrzebujących w Boliwii, Senegalu czy Bangladeszu. Dzięki takim działaniom, niskim kosztom administracyjnym, a także finansowej transparentności fundacja cieszy się dobrą opinią zarówno wśród audytorów, jak też wśród zwykłych ludzi. Przykładem są amatorskie reklamówki Heifer International, kręcone na własną rękę przez dzieci, dostępne na YouTube (Project for Awesome).
Centrum edukacyjne Heifer International nosi nazwę Heifer Village. Interaktywna ekspozycja jest atrakcją zarówno dla dzieci, jak też dla dorosłych, a znajduje się obok głównej siedziby fundacji w Little Rock, Arkansas.

## Szefowie
- Prezes i dyrektor generalny: Pierre Ferrari
- Prezes zarządu: Doug Smith

## Nagrody i rankingi
- 2012: szwajcarski dziennik Global Journal umieszcza Heifer International na 12. miejscu wśród 100 najlepszych organizacji non-profit na świecie[7].
- 2010: długoletnia szefowa Heifer International, Jo Luck, zostaje współlaureatką prestiżowej nagrody World Food Prize[8].
- 2006: fundacja otrzymuje nagrodę Social Capitalist od magazynu Fast Company[9].
- 2004: nagroda Conrad N. Hilton Humanitarian Prize[10] za „wysiłek na rzecz zniesienia głodu i zapewnienia ludziom samowystarczalności”. Heifer to pierwsza od 1997 roku organizacja z centralą w USA, która zdobyła ten laur.
- 2003: czasopismo „Forbes” umieszcza Heifer International wśród 10 najlepszych organizacji charytatywnych na świecie[11].

Budynek głównej siedziby fundacji (Little Rock, Arkansas) w 2007 roku został umieszczony przez Amerykański Instytut Architektów (American Institute of Architects) w zestawieniu Dziesięciu Najlepszych Zielonych Projektów (Top Ten Green Projects).

## Transparentność

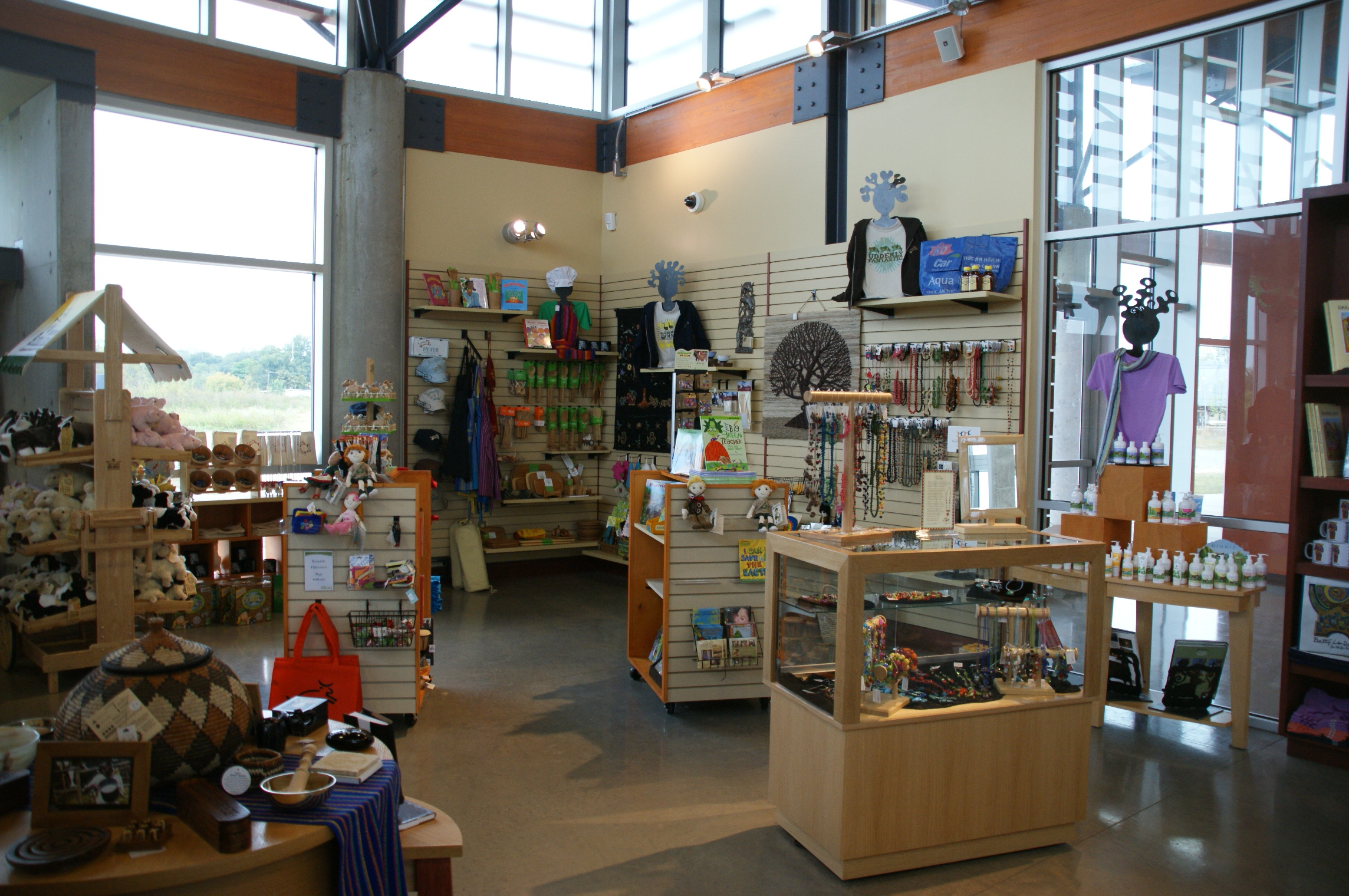
Kiosk z gadżetami promocyjnymi Heifer International (Little Rock, Arkansas)

W opinii Better Business Bureau, fundacja Heifer International spełnia wszystkie standardy działalności charytatywnej. Audytorzy potwierdzają, że raporty są zgodne ze stanem faktycznym, budżet administracyjny jest niski, a sprawozdania finansowe są przejrzyste i łatwo dostępne. Według Charity Navigator, fundacja zasługuje na 3 punkty w czteropunktowej skali ocen. Z danych finansowych wynika, że Heifer International przeznacza około 75% funduszy na pomoc, zbiórka funduszy i administracja pochłania około 25% budżetu.
Zgodnie ze sprawozdaniem finansowym fundacji w 2011r, ostatni budżet Heifer International (okres rozliczeniowy od lipca 2010 do czerwca 2011) wyniósł 117,5 mln dol.